# Kortezy Generalne
Kortezy Generalne (hiszp. Las Cortes Generales) – dwuizbowy parlament Królestwa Hiszpanii. Składa się z Kongresu Deputowanych (Congreso de los Diputados)  i Senatu (Senado). Jego siedzibą jest Madryt.